# Alegeri primare ale Partidului Republican, 2012

Rezultatul alegerilor primare pe state
State în care a învins Mitt Romney (37)
State în care a învins Rick Santorum (11)
State în care a învins Newt Gingrich (2)
State în care a învins Ron Paul (0)

Primarele prezidențiale ale Partidului Republican din 2012 sunt procese de selecție, în care susținǎtorii Partidului Republican au ales candidatul lor la funcția de președinte al Statelor Unite în alegerile prezidențiale care au avut loc pe 6 noiembrie 2012. Au fost aleși 2.286 de delegați, un candidat pentru a fi nominalizat trebuie să acumuleze 1.144 de voturi ale delegaților la Convenția Națională Republicană. Delegații sunt aleși în mod diferit, aceastǎ alegere variază de la stat la altul. Ei pot fi aleși în convențiile locale, selectați la reuniunile comisiilor sau aleși în mod direct la caucus și primare.

## Candidați
Concursul primar a început în 2011, pe un domeniu destul de larg de candidați. Mitt Romney, fost guvernator de Massachusetts, a participat încă la alegerile primare din 2008, la care a ieșit învingǎtor John McCain, mass-media deja întrebîndu-se: "Cine va fi candidatul anti-Romney", mai mulți candidați au crescut în sondaje pe tot parcursul anului. Cu toate acestea, începînd cu martie 2012, principalul cîmp de luptǎ este disputat de patru candidați: fostul speaker al Camerei reprezentanților Newt Gingrich, congresmanul Ron Paul, ex-guvernatorul Mitt Romney și fostul senator american Rick Santorum. Acestea sunt primele primare prezidențiale afectate de pronunțarea unei hotărâri a Curtei Supreme de Justiție, care a permis strângeree nelimitatǎ de fonduri pentru candidații prin intermediul super-PAC.
Pentru prima dată în istoria modernă a primarelor GOP, trei candidați diferiți, au câștigat primele trei concursuri. Santorum, care a dus o campanie de un stat în Iowa, a câștigat strict în caucas fațǎ de Romney cu o difirențǎ de numai 34 de voturi liber exprimate (Santorum 29,839 voturi și Romney, respectiv 29,805 de voturi). Romney a câștigat în New Hampshire, dar a pierdut de la Gingrich în Carolina de Sud.

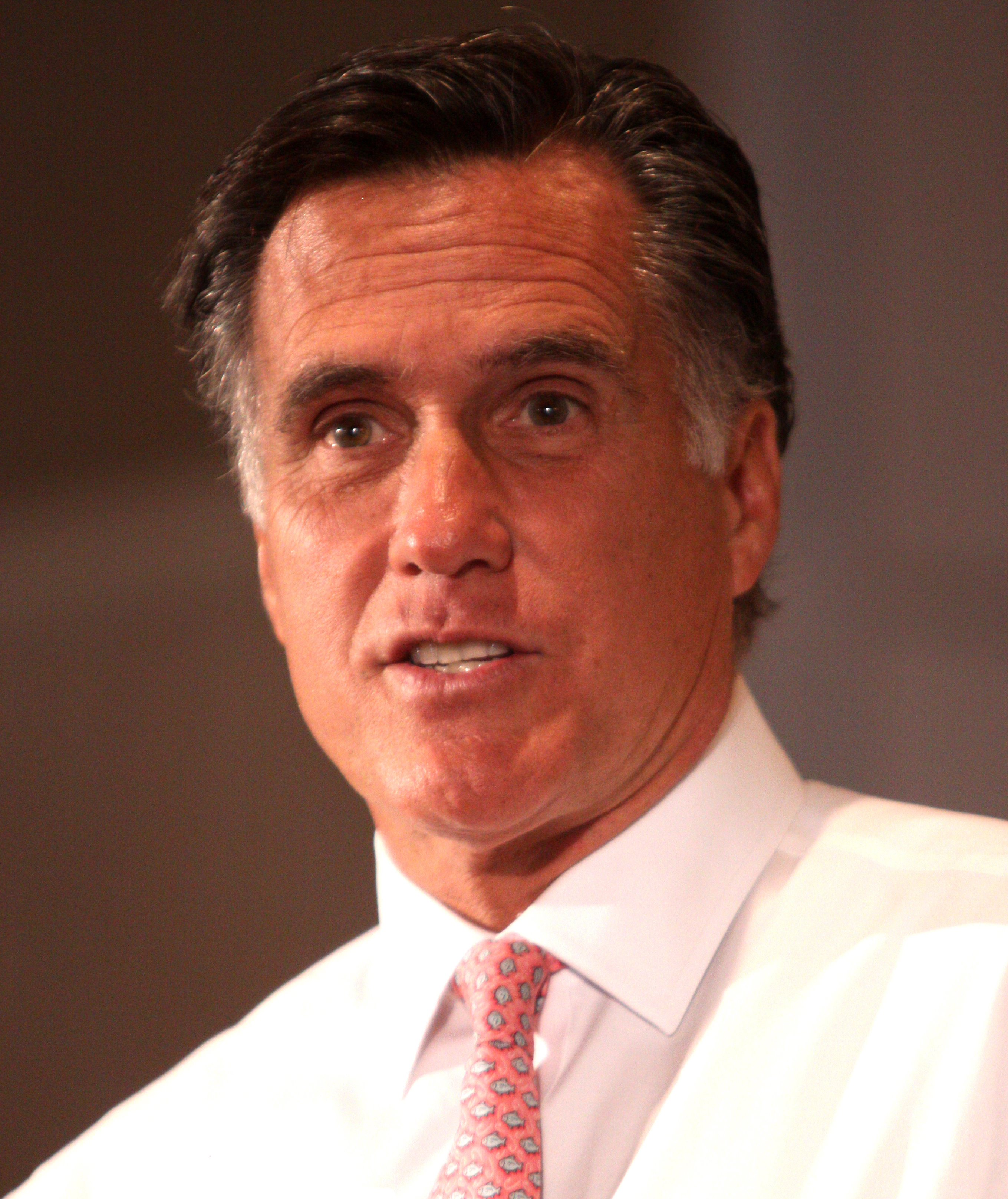
Mitt Romney, 65 ani
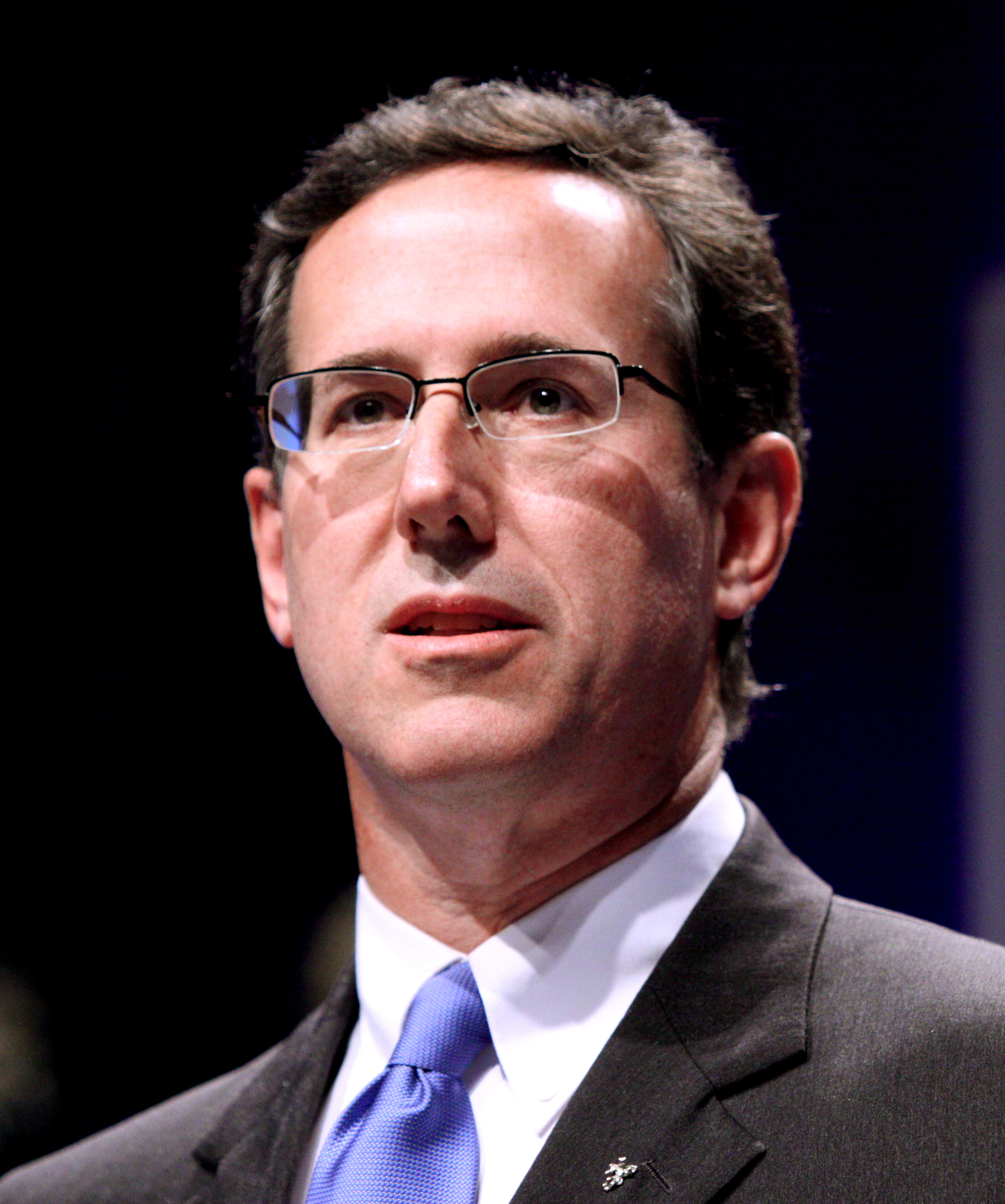
Rick Santorum, 53 ani
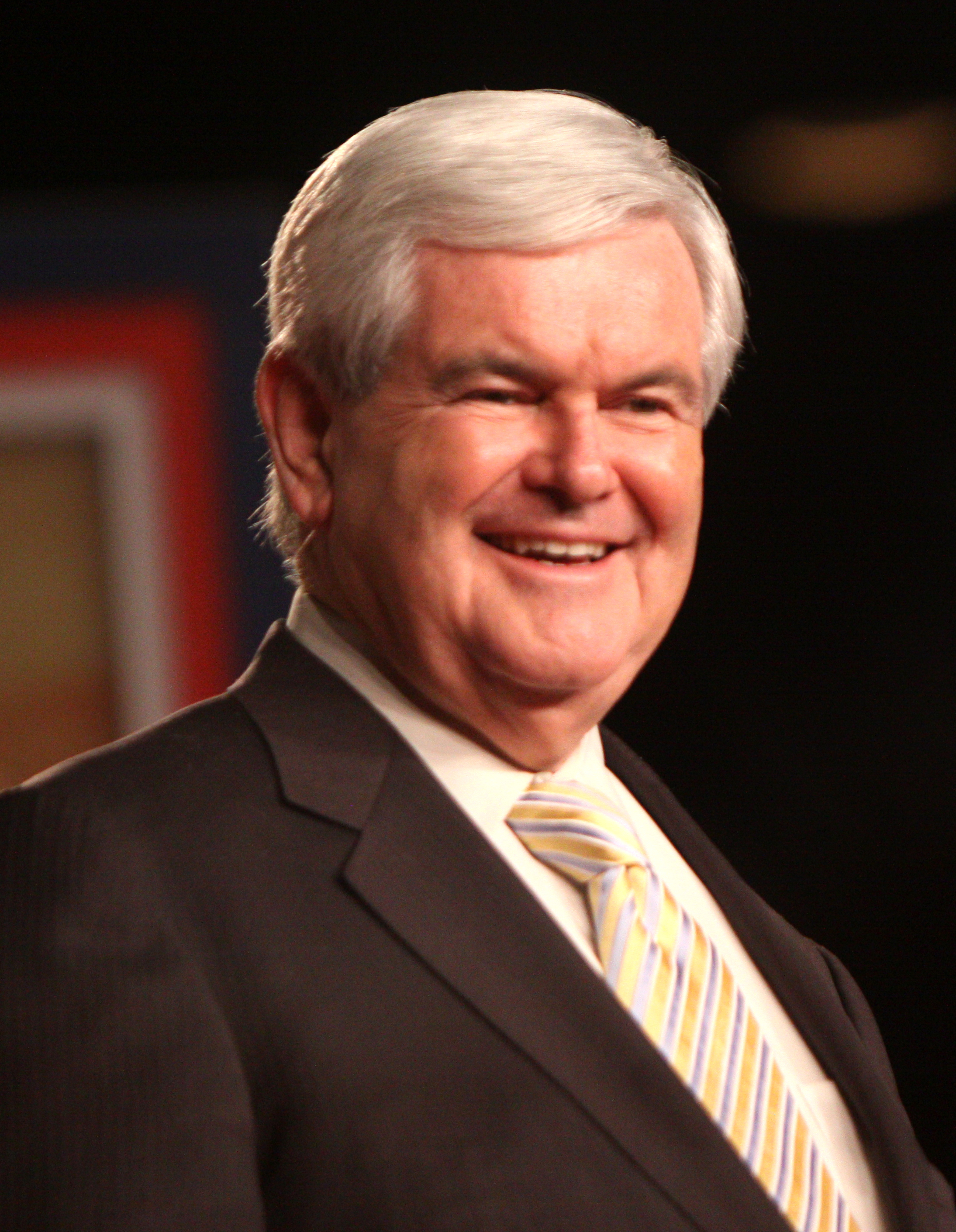
Newt Gingrich, 68 ani
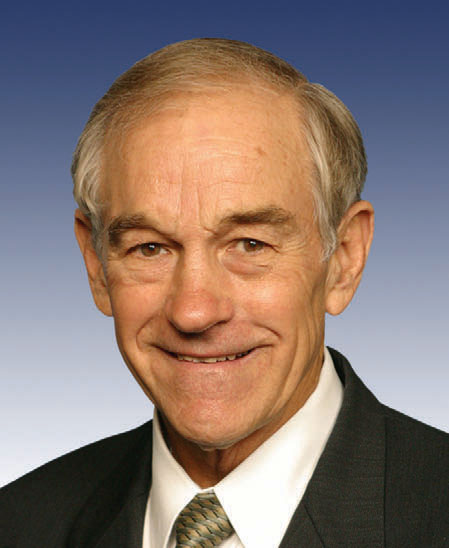
Ron Paul, 76 ani

## Rezultate

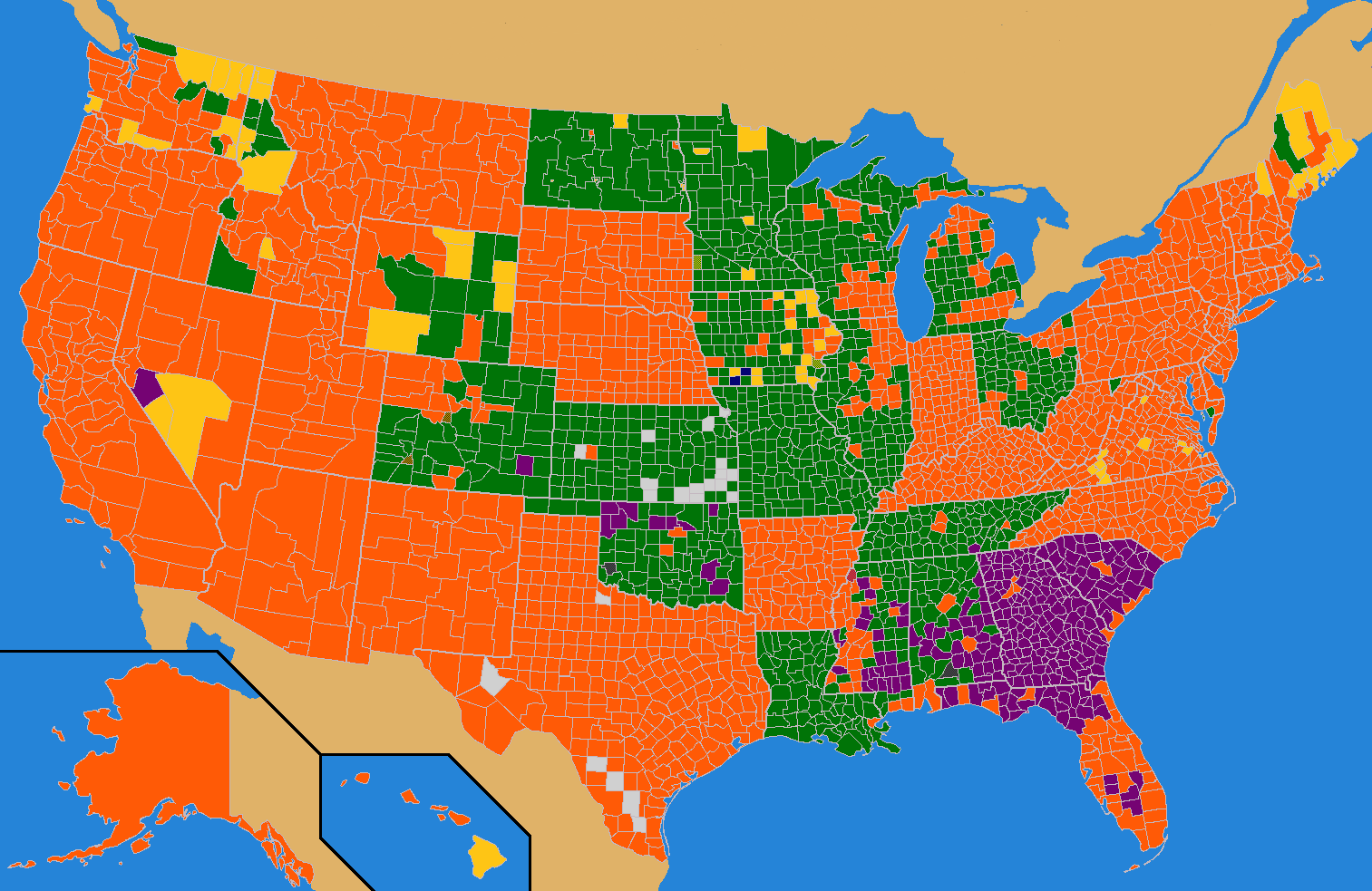
Rezultatul alegerilor primare pe comitate

| Candidați            | Voturi     | Procentaj | Delegați obținuți |
| -------------------- | ---------- | --------- | ----------------- |
| Mitt Romney          | 9,685,780  | 50,50%    | 1,398             |
| Rick Santorum        | 3,909,621  | 21,79%    | 248               |
| Newt Gingrich        | 2,718,937  | 14,46%    | 142               |
| Ron Paul             | 2,049,410  | 10,90%    | 164               |
| Candidați minori (6) | 229,869    | 1,23%     | 0                 |
| Total                | 18,593,617 | 100%      | 1,952             |

## Super Marți
"Super Marți" a avut loc pe 6 martie. Cu zece state care au votat și 419 de delegați în disputǎ. Romney a ieșit învingǎtor în șase state, Santorum în trei, în timp ce Gingrich, a câstigat în statul matern Georgia. De-a lungul lunii martie, 266 de delegați au fost aleși în 12 state, inclusiv au avut loc toate concursurile în teritorii (Guam, Puerto Rico, Insulele Virgine Americane, Comunitatea Insulelor Mariane de Nord, Samoa Americană) și primele convenții locale. Santorum a învins în Kansas și a câștigat trei alegeri primare în sudul Statelor Unite, dar nu a avut victorii semnificative fațǎ de Romney, care a rămas lider după ce și-a asigurat mai mult de jumătate din delegații alocați pentru luna martie.

## Legǎturi externe
- USA Today: Election results District by District
- Republican Primary Tracker de la The Washington Post
- Republican Primary Tracker de la The Wall Street Journal
- Republican Primary 17-poll average știri și comentarii colectate de The Wall Street Journal
- CNN State-by-state scorecard: Rezultate complete la nivel național
- 2012 Election Central Arhivat în 29 octombrie 2012, la Wayback Machine. Analiza alegerilor primare
- Maryland Green Papers; Washington DC Green Papers; Wisconsin Green Papers
- Connecticut Green Papers; Delaware Green Papers; New York Green Papers
- Results of the 2012 Republican Party presidential primaries